# Albert Fromme
Albert Bernhard Fromme (* 25. November 1881 in Gießen; † 5. Mai 1966 in Holzminden) war ein deutscher Chirurg. Er gilt als einer der letzten Universalchirurgen vor der Aufsplitterung der Chirurgie in zahlreiche Spezialgebiete.

## Familie
Albert Fromme – der Zweitälteste von vier Kindern – war der Sohn des Theoretischen Physikers, Hochschullehrers und Geheimrats Carl Fromme (Gründer des Stadttheaters Gießen), Sohn eines mittleren Beamten aus dem kurhessischen Staatsdienst. Seine Mutter, Henriette Fromme, geborene Bandmann, stammte aus einer wohlhabenden Göttinger Bürgerfamilie. Der Vater studierte in Göttingen Mathematik und Physik, wurde mit 21 Jahren promoviert, habilitierte sich mit 23 Jahren und wurde schließlich an der Universität Gießen Ordinarius für Theoretische Physik.

## Leben
Nach dem einjährig-freiwilligen Wehrdienst legte Albert Fromme 1905 das medizinische Staatsexamen an der Universität Gießen ab und wurde unter Franz Volhard zum Dr. med. promoviert. Während seines Studiums wurde er in Gießen im Jahr 1900 Mitglied der Studentenverbindung Akademische Gesellschaft Das Kloster. Von 1906 bis 1921 arbeitete er am Bakteriologischen Institut der Universität Göttingen.
Zu Beginn des Ersten Weltkrieges wurde Albert Fromme als Militärarzt aktiviert; er diente als Truppenarzt im Feldzug über Belgien nach Frankreich. 1916 heiratete er Helene Loeb, geborene Boeker, Witwe eines Göttinger Professors der Pharmakologie, der als Militärarzt an der Westfront Ende 1914 tödlich verunglückt war. Aus Loebs erster Ehe entstammte ein Sohn, Georg Lorenz Loeb, dessen jüdische Herkunft nach 1933 in der beruflichen Laufbahn die Karriere Frommes behinderte.
Vier Kinder Frommes (darunter der 1930 in Dresden geborene Journalist Friedrich Karl Fromme) lebten in den westlichen Besatzungszonen, der späteren Bundesrepublik Deutschland. Nach dem Ausscheiden aus dem Dienst erreichte das Ehepaar Fromme 1965 die Genehmigung der Übersiedlung zu einer Tochter im Westen, die in Holzminden an der Weser lebte.

### Tätigkeit als Arzt
Fromme wurde Assistent bei Carl Garrè in Bonn. Seine chirurgische Schulung erhielt Albert Fromme bei Heinrich Braun und dessen Nachfolger Rudolf Stich, bei dem er 1910 Oberarzt wurde. Im Oktober 1914 wurde er, da der Göttinger Klinikdirektor Rudolf Stich ebenfalls eingezogen war, für die kommissarische Leitung der Göttinger chirurgischen Universitätsklinik reklamiert und er versah dort gleichzeitig den chirurgischen Lehrstuhl. Nebenher war Fromme weiterhin im Range eines Stabsarztes beratender Chirurg im Bereich des XI. Armeekorps. 1915 wurde er zum Professor ernannt.
Er übernahm 1921 die chirurgische Abteilung des Stadtkrankenhauses Dresden-Friedrichstadt (350 Betten) und setzte nebenher seine wissenschaftliche Tätigkeit fort. So wurde er 1943 auf dem Kongress der Deutschen Gesellschaft für Chirurgie zum Vorsitzenden gewählt. Dieses Amt übte er bis zum ersten Nachkriegskongress 1949 aus. Auf die ihm zustehende Leitung des Kongresses verzichtete er, da ihm dies angesichts der Teilung Deutschlands und seines Wohnsitzes in der Sowjetischen Besatzungszone nicht möglich war.
1954 entschloss sich die Führung der DDR, um dem spürbarer werdenden Ärztemangel zu begegnen, drei medizinische Akademien als Ausbildungsstätten zu errichten. Fromme setzte sich mit Erfolg dafür ein, dass neben Erfurt und Magdeburg Dresden Sitz einer dieser drei Akademien wurde. Für die Medizinische Akademie Dresden setzte Fromme gegen den Willen der SED, die eine Benennung nach dem Kommunisten Ernst Thälmann wünschte, den Namen des Arztes, Malers und Goethe-Freundes Carl Gustav Carus durch. Fromme wurde Professor und zugleich der erste Rektor dieser neuen Hochschule und erreichte damit den akademischen Lehrstuhl, der ihm wegen der „halbjüdischen“ Herkunft seines Stiefsohnes, zu dem er über dessen Emigration hinweg gehalten hatte, von den Nationalsozialisten verwehrt worden war.
Bis 1956 blieb Albert Fromme in Dienst. Nach dem Arbeitsrecht der DDR bezog er eine sogenannte Intelligenzrente. Allerdings war sein erarbeitetes Vermögen stufenweise dahingegangen. Am 13./14. Februar 1945 hatte er durch die alliierten Luftangriffe auf Dresden seine Villa in der Altenzeller Straße 23 in der Südvorstadt mit allem Inventar verloren, wozu vor allem seine wissenschaftliche Bibliothek und Vorarbeiten für spätere wissenschaftlichen Arbeiten gehörten. Das Barvermögen war wie in der sowjetischen Zone allgemein üblich gesperrt und wurde nach 1948 schrittweise freigegeben und nach sozialistischen Prinzipien umgewertet. Das Grundstück wurde entschädigungslos enteignet.

## Arbeitsgebiete
Ein Schwerpunkt der praktischen Arbeit Frommes war die Bauchchirurgie. Er verfasste rund 90 wissenschaftliche Arbeiten. In der Zeit des Ersten Weltkriegs galt Frommes besonderes Interesse der Knochenchirurgie. Er schrieb über Probleme der Osteopalacie, über Osteochondritis und er untersuchte in einer umfangreichen Monographie das Phänomen der Spätrachitis und der daraus folgenden Knochenveränderungen. Zusammen mit Stich schrieb er eine umfangreiche Arbeit zur Gefäßchirurgie und zur operativen Behandlung des Aneurysmas. Für eine Anleitung zur Früherkennung der Krebserkrankung verfasste er 1932 mehrere Kapitel. Er gehörte zu den wenigen „Allround-Chirurgen“, die eine bakteriologische Ausbildung hatten.
Das Auseinanderstreben der Chirurgie in immer mehr Spezialfächer bereitete Fromme Sorgen. Aber er war sich bewusst, dass die Tiefe der Erforschung einen Verlust an Breite zur Folge haben müsse. Fromme war einer der letzten Chirurgen, die das gesamte zu ihrer Zeit erschlossene Gebiet beherrschten. Er hatte einen besonderen Ruf bei Operationen, die eine zarte Hand forderten: Schilddrüse, Bauchspeicheldrüse, auch Wirbelsäulenoperationen. Besonders gesucht war Fromme als Operateur bei Erkrankungen aus dem Formenkreis des Karzinoms, zumal im Bauchraum, zuletzt auch an der Lunge. Das führt zu Frommes wissenschaftlichen Hauptwerk. 1953 veröffentlichte er ein Buch über Das Mesenchym und die Mesenchymtheorie des Karzinoms. Das beschreibt einen Weg, der später als zukunftweisend erschien: Professor H.W. Schreiber (Hamburg), Präsident der Gesellschaft für Chirurgie 1982/83, schrieb in einem Brief vom 15. Juni 1983, die Ideen Frommes seien „wieder modern geworden“.
Unter zahlreichen Ehrungen, die Fromme zuteilwurden, war ihm die wichtigste die Wahl zum Ehrenmitglied der Deutschen Gesellschaft für Chirurgie auf dem Kongress 1955. Das betrachtete er als Ausgleich dafür, dass die Nachkriegsverhältnisse ihm die Leitung eines „eigenen“ Kongresses verwehrt hatten. Zudem war er Mitglied der Akademie der Wissenschaften der DDR und der Sächsischen Akademie der Wissenschaften. Im Jahr 1952 wurde er zum Mitglied der Leopoldina gewählt.